# Ayérou (Departement)
Ayérou ist ein Departement in der Region Tillabéri in Niger.

## Geographie

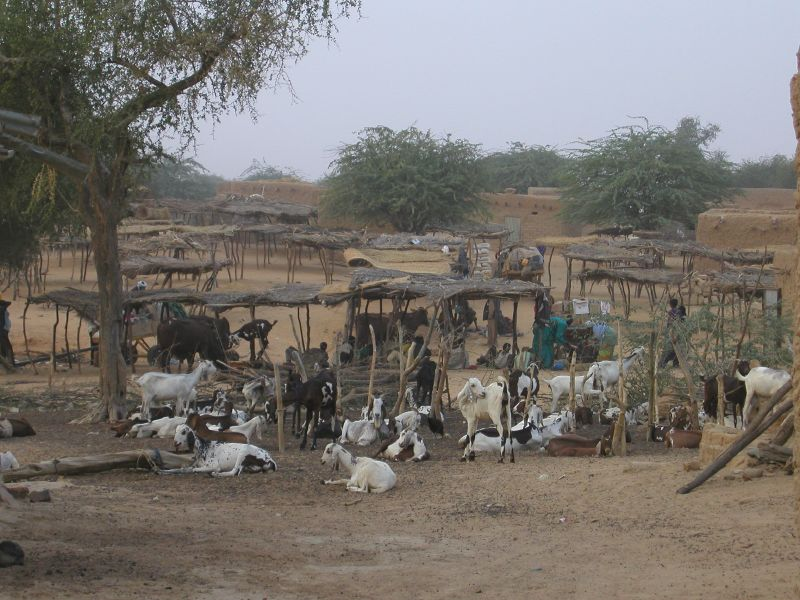
Schafe und Ziegen in Inatès

Das Departement liegt im Südwesten des Landes und grenzt an Mali. Es erstreckt sich über das Gebiet der gleichnamigen Landgemeinde Ayérou und der Landgemeinde Inatès.
Die Jagdzone von Ayérou ist eines der von der staatlichen Generaldirektion für Umwelt, Wasser und Forstwirtschaft festgelegten offiziellen Jagdreviere Nigers.

## Geschichte
Das Departement geht auf den Verwaltungsposten (poste administratif) von Ayérou zurück, der 1964 eingerichtet wurde. 2011 wurde der Verwaltungsposten aus dem Departement Tillabéri herausgelöst und zum Departement Ayérou erhoben. Infolge des Konflikts in Nordmali verordnete die Regierung Nigers im März 2017 im Departement Ayérou und sechs weiteren Departements den Ausnahmezustand, der danach mehrmals verlängert wurde.

## Bevölkerung
Das Departement Ayérou hat gemäß der Volkszählung 2012 57.030 Einwohner. Von 2001 bis 2012 stieg die Einwohnerzahl jährlich durchschnittlich um 2,2 % (landesweit: 3,9 %).

## Verwaltung
An der Spitze des Departements steht ein Präfekt (französisch: préfet), der vom Ministerrat auf Vorschlag des Innenministers ernannt wird.
| Amtszeit                      | Name                                                                  |
| ----------------------------- | --------------------------------------------------------------------- |
| 29. Feb. 2012 – 6. Sep. 2013  | Alassane Aboubakri                                                    |
| 6. Sep. 2013 – 25. Jun. 2015  | Harouna Maïdabo (alias Harouna Maidoka)                               |
| 25. Jun. 2015 – 23. Mär. 2017 | Amadou Hamidou (alias Amadou Amidou, Amadou Hamadou, Hamadou Hamidou) |
| 23. Mär. 2017 – 9. Okt. 2018  | Jando Rechy Ag Alher (alias Jando Rhichi Algaher)                     |
| 9. Okt. 2018 – 8. Nov. 2021   | Hassane Idrissa                                                       |
| 8. Nov. 2021 – 24. Mär. 2022  | Abdou Talhatou Bana Sani                                              |
| 24. Mär. 2022 – 10. Jun. 2022 | Daoud Algabit                                                         |
| 10. Jun. 2022 – 24. Aug. 2023 | Adamou Aboubé Warzaghan                                               |
| seit 24. Aug. 2023            | Harouna Ango                                                          |